# 3056 INAG
3056 INAG — астероїд головного поясу, відкритий 1 листопада 1978 року.
Тіссеранів параметр щодо Юпітера — 3,499.